# 全日空857號班機劫機事件
全日空857號班機劫機事件(日语：全日空857便ハイジャック事件)發生於1995年6月21日，當時全日本空輸857號班機（NH857/ANA857，由編號為JA8146的波音747-100SR執行）由東京國際機場飛往函館機場，途中被東洋信託銀行的一名前職員九津見文雄（Kutsumi Fumio）劫持。機上的364名人質事後被北海道警察機動隊解救，警視廳下屬的特殊部隊也參與了解救行動。

## 事件經過
1995年6月21日，NH857號班機載著350名乘客（包括劫機者和七名3歲以下兒童）和15名機組人員由東京羽田機場飛往北海道函館機場。11時45分，飛機在山形县上空遭時年53歲的九津見文雄劫持，九津見原是東洋信託銀行（現為三菱日联信托银行）職員，事发前一年因患有精神病而病休在家。
劫機犯聲稱自己是奥姆真理教成員，要求釋放因東京地鐵沙林毒氣事件而被捕的教主麻原彰晃，以自己攜有沙林為名威脅機上的一名空中乘务员。中午12時42分，飛機降落在函館機場，但劫機者拒絕讓乘客下機或飲食，聲稱如飛機不加油飛回東京，他就會炸毀飛機。隨後，他舉起一個聲稱是爆炸裝置的盒子，對一名空中乘務員稱自己患有艾滋病。当天下午，函馆机场各出口被日本警察机动队封锁。遭劫客机着陆后，航空自卫队的4架F-15鷹式戰鬥機从千岁基地紧急升空，对函馆机场进行警戒巡逻。
一些乘客通過移动电话向朋友通知飛機上的情況，提到部分乘客被蒙住眼睛，雙手被綁在背後的情形。而在當天夜晚，機長和副機長在駕駛艙內徹夜交談。艺人加藤登紀子及其母亲当时亦在飞机上，与加藤同行的歌手告井延隆通过包裹在报纸内带入飞机洗手间的移动电话向警察告知歹徒的情报，从而协助警察的后续行动。
次日凌晨3時42分，日本時任首相村山富市在得知飛機遭劫後發出突擊營救的指示，警視廳警備部第六機動隊特科中隊下屬的特殊部隊隨即連同北海道警察機動隊銃器對策部隊、函館中央警察署員開始行動。3分鐘之後，獨自行動的劫機者即被從三個艙門進入飛機的警察逮捕。當時，劫機者正與一名女性乘務員在機艙前部，在一名偵探和三名警官進入機艙後用一把8英吋長的螺丝起子與警官搏鬥。

## 事件影響
事後，劫機犯所在的東洋信託銀行在全國及一些地方的報紙上就此次劫機事件發佈謝罪廣告。
日本在此事件前16年內都未發生過國內航班遭劫事件，營救行動中也未曾出動特殊部隊。翌年（1996年），特殊部隊正式改為特殊急襲部隊。

## 班機情況
機上的350名乘客中包括11名外國人，其中3名芬蘭人，2名美國人，2名印度尼西亞人，1名澳大利亞人，1名加拿大人，1名丹麥人及一名國籍不明人士。
遭劫的波音747註冊編號為JA8146，是波音公司製造的第456架747，1980年5月23日首飛，同年6月投入運營，使用通用電氣CF6-45A引擎，於2003年從全日空機隊退役。857這一航班號也被全日空改用於東京國際機場飛往河內內排國際機場的班機。

## 節目解說
- ザ！世界仰天ニュース - 2003年2月19日。
- 奇跡体験!アンビリバボー - 2016年6月30日[1]。
- アナザーストーリーズ 運命の分岐点 - 2019年3月19日[2]。
- 池上彰の現代史を歩く - 2020年1月26日。

## 外部連結
- 今日は何の日 全日空函館行きジャンボ機ハイジャック事件が発生した日 - 日本電視台對此次劫機事件的報道（日語）
- HARP方式超高感度撮像管と緊急報道（页面存档备份，存于） - Adcom Media對此劫機事件的報道（日語）
- Airliners.net的事故飛機（JA8146）照片（页面存档备份，存于）
- Flyteam.jp的事故飛機（JA8146）資料及照片（页面存档备份，存于）（日語）

1. ↑  フジテレビジョン. . フジテレビ.   [2019-06-15]. （原始内容存档于2016-07-03）.
2. ↑  日本放送協会. . NHK.   [2019-06-15]. 已忽略未知参数|deadlinkdate= (帮助)[]